# Boiga nigriceps
Boiga nigriceps är en ormart som beskrevs av Günther 1863. Boiga nigriceps ingår i släktet Boiga och familjen snokar. IUCN kategoriserar arten globalt som livskraftig. Inga underarter finns listade.
Arten förekommer på Malackahalvön, Borneo och Sumatra samt på flera mindre öar i regionen. Den vistas i låglandet och i kulliga områden upp till 600 meter över havet. Habitatet utgörs främst av skogar med skogsbruk eller återskapade skogar. Ibland besöks trädgårdar.
Individerna letar på natten efter föda och de klättrar främst i träd. Boiga nigriceps har groddjur, ödlor och andra smådjur som byten.